# Seznam českých prvorepublikových krajských a okresních soudů

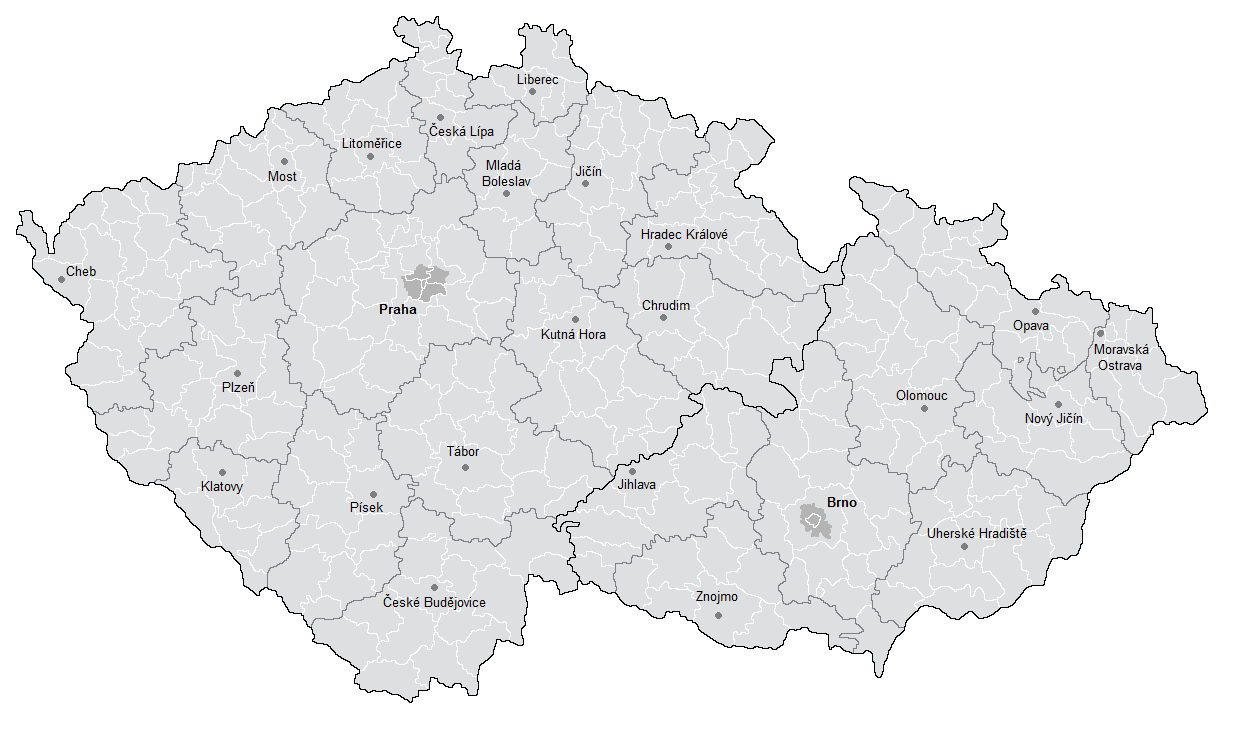
Soudní okresy a kraje k roku 1930

Toto je seznam českých prvorepublikových krajských a okresních soudů podle stavu k roku 1930. Rozdělen je na část vztahující se k zemi České, kde jim byl nadřízen Vrchní soud v Praze, a na část vztahující se k zemi Moravskoslezské, kde byl nadřízeným Vrchní soud v Brně. Těmto vrchním soudům byl pak nadřízen už jen Nejvyšší soud.

## Vrchní soud v Praze
- Krajský soud civilní v Praze
- Krajský soud trestní v Praze
- Krajský soud obchodní v Praze
  - Okresní soud civilní pro vnitřní Prahu[pozn. 2]
  - Okresní soud civilní pro Prahu-jih[pozn. 2]
  - Okresní soud civilní pro Prahu-sever[pozn. 2]
  - Okresní soud civilní pro Prahu-východ[pozn. 2]
  - Okresní soud civilní pro Prahu-západ[pozn. 2]
  - Okresní soud trestní v Praze
  - Okresní soud exekuční v Praze
  - Okresní soud obchodní v Praze
  - Okresní soud v Berouně
  - Okresní soud v Brandýse nad Labem
  - Okresní soud v Českém Brodě
  - Okresní soud v Dobříši
  - Okresní soud v Hořovicích
  - Okresní soud v Jílovém
  - Okresní soud v Kladně
  - Okresní soud v Kostelci nad Černými lesy
  - Okresní soud v Kralupech nad Vltavou
  - Okresní soud v Křivoklátě
  - Okresní soud v Mělníku
  - Okresní soud v Novém Strašecí
  - Okresní soud v Příbrami
  - Okresní soud v Rakovníku
  - Okresní soud v Říčanech
  - Okresní soud ve Slaném
  - Okresní soud v Unhošti
  - Okresní soud ve Velvarech
  - Okresní soud ve Zbirohu
  - Okresní soud ve Zbraslavi
- Krajský soud v České Lípě
  - Okresní soud v České Lípě
  - Okresní soud ve Cvikově
  - Okresní soud v České Kamenici
  - Okresní soud v Dubé
  - Okresní soud v Mimoni
  - Okresní soud v Boru u České Lípy
  - Okresní soud v Hanšpachu
  - Okresní soud v Rumburku
  - Okresní soud ve Šluknově
  - Okresní soud ve Varnsdorfu
- Krajský soud v Českých Budějovicích
  - Okresní soud v Českých Budějovicích
  - Okresní soud v Českém Krumlově
  - Okresní soud v Hluboké nad Vltavou
  - Okresní soud v Horní Plané
  - Okresní soud ve Chvalšinách
  - Okresní soud v Jindřichově Hradci
  - Okresní soud v Kaplici
  - Okresní soud v Lišově
  - Okresní soud v Lomnici nad Lužnicí
  - Okresní soud v Nové Bystřici
  - Okresní soud v Nových Hradech
  - Okresní soud v Trhových Svinech
  - Okresní soud v Třeboni
  - Okresní soud v Týnu nad Vltavou
  - Okresní soud ve Vyšším Brodě
- Krajský soud v Hradci Králové
  - Okresní soud v Hradci Králové
  - Okresní soud v Broumově
  - Okresní soud v České Skalici
  - Okresní soud ve Dvoře Králové nad Labem
  - Okresní soud v Jaroměři
  - Okresní soud v Kostelci nad Orlicí
  - Okresní soud v Králíkách
  - Okresní soud v Náchodě
  - Okresní soud v Nechanicích
  - Okresní soud v Novém Městě nad Metují
  - Okresní soud v Opočně
  - Okresní soud v Polici nad Metují
  - Okresní soud v Rokytnici v Orlických horách
  - Okresní soud v Rychnově nad Kněžnou
  - Okresní soud v Teplicích nad Metují
  - Okresní soud v Úpici
  - Okresní soud v Žamberku
- Krajský soud v Chebu
  - Okresní soud v Chebu
  - Okresní soud v Aši
  - Okresní soud v Bečově nad Teplou
  - Okresní soud v Bezdružicích
  - Okresní soud v Bochově
  - Okresní soud v Horní Blatné
  - Okresní soud ve Falknově
  - Okresní soud v Jáchymově
  - Okresní soud v Karlových Varech
  - Okresní soud v Kraslicích
  - Okresní soud v Lázních Kynžvart
  - Okresní soud v Lokti
  - Okresní soud v Mariánských Lázních
  - Okresní soud v Nejdku
  - Okresní soud v Plané
  - Okresní soud v Přimdě
  - Okresní soud v Tachově
  - Okresní soud v Teplé
  - Okresní soud ve Vildštejně
  - Okresní soud ve Žluticích
- Krajský soud v Chrudimi
  - Okresní soud v Chrudimi
  - Okresní soud v Hlinsku
  - Okresní soud v Holicích
  - Okresní soud v Lanškrouně
  - Okresní soud v Litomyšli
  - Okresní soud v Nasavrkách
  - Okresní soud v Pardubicích
  - Okresní soud v Poličce
  - Okresní soud v Přelouči
  - Okresní soud ve Skutči
  - Okresní soud v Ústí nad Orlicí
  - Okresní soud ve Vysokém Mýtě
- Krajský soud v Jičíně
  - Okresní soud v Jičíně
  - Okresní soud v Hořicích
  - Okresní soud v Hostinném
  - Okresní soud v Chlumci nad Cidlinou
  - Okresní soud v Jilemnici
  - Okresní soud v Libáni
  - Okresní soud v Lomnici nad Popelkou
  - Okresní soud v Maršově
  - Okresní soud v Městci Králové
  - Okresní soud v Nové Pace
  - Okresní soud v Novém Bydžově
  - Okresní soud v Rokytnici nad Jizerou
  - Okresní soud v Semilech
  - Okresní soud v Trutnově
  - Okresní soud ve Vrchlabí
  - Okresní soud ve Vysoké nad Jizerou
  - Okresní soud v Žacléři
- Krajský soud v Klatovech
  - Okresní soud v Klatovech
  - Okresní soud v Hartmanicích
  - Okresní soud v Kašperských Horách
  - Okresní soud v Kdyni
  - Okresní soud v Nýrsku
  - Okresní soud v Plánici
  - Okresní soud v Sušici
- Krajský soud v Kutné Hoře
  - Okresní soud v Kutné Hoře
  - Okresní soud v Čáslavi
  - Okresní soud v Dolních Kralovicích
  - Okresní soud v Habrech
  - Okresní soud v Humpolci
  - Okresní soud v Chotěboři
  - Okresní soud v Kolíně
  - Okresní soud v Kouřimi
  - Okresní soud v Ledči nad Sázavou
  - Okresní soud v Německém Brodě
  - Okresní soud v Poděbradech
  - Okresní soud v Polné
  - Okresní soud v Přibyslavi
  - Okresní soud ve Štokách
  - Okresní soud v Uhlířských Janovicích
- Krajský soud v Liberci
  - Okresní soud v Liberci
  - Okresní soud ve Frýdlantu
  - Okresní soud v Jablonci nad Nisou
  - Okresní soud v Jablonném v Podještědí
  - Okresní soud v Chrastavě
  - Okresní soud v Novém Městě pod Smrkem
  - Okresní soud v Tanvaldu
- Krajský soud v Litoměřicích
  - Okresní soud v Litoměřicích
  - Okresní soud v Benešově nad Ploučnicí
  - Okresní soud v Děčíně
  - Okresní soud v Chabařovicích
  - Okresní soud v Libochovicích
  - Okresní soud v Lovosicích
  - Okresní soud v Roudnici nad Labem
  - Okresní soud ve Štětí
  - Okresní soud v Teplicích – Šanově
  - Okresní soud v Ústí nad Labem
  - Okresní soud v Úštěku
- Krajský soud v Mladé Boleslavi
  - Okresní soud v Mladé Boleslavi
  - Okresní soud v Bělé pod Bezdězem
  - Okresní soud v Benátkách nad Jizerou
  - Okresní soud v Českém Dubu
  - Okresní soud v Mnichově Hradišti
  - Okresní soud v Nymburku
  - Okresní soud v Sobotce
  - Okresní soud v Turnově
  - Okresní soud v Železném Brodě
- Krajský soud v Mostě
  - Okresní soud v Mostě
  - Okresní soud v Bílině
  - Okresní soud v Doupově
  - Okresní soud v Duchcově
  - Okresní soud v Hoře sv. Kateřiny
  - Okresní soud v Hoře sv. Šebestiána
  - Okresní soud v Horním Litvínově
  - Okresní soud v Chomutově
  - Okresní soud v Jesenici
  - Okresní soud v Jirkově
  - Okresní soud v Kadani
  - Okresní soud v Lounech
  - Okresní soud v Přísečnici
  - Okresní soud v Podbořanech
  - Okresní soud v Postoloprtech
  - Okresní soud ve Vejprtech
  - Okresní soud v Žatci
- Krajský soud v Písku
  - Okresní soud v Písku
  - Okresní soud v Blatné
  - Okresní soud v Březnici
  - Okresní soud v Horažďovicích
  - Okresní soud v Mirovicích
  - Okresní soud v Netolicích
  - Okresní soud v Prachaticích
  - Okresní soud ve Strakonicích
  - Okresní soud ve Vimperku
  - Okresní soud ve Vodňanech
  - Okresní soud ve Volarech
  - Okresní soud ve Volyni
- Krajský soud v Plzni
  - Okresní soud v Plzni
  - Okresní soud v Blovicích
  - Okresní soud v Dobřanech
  - Okresní soud v Domažlicích
  - Okresní soud v Horšovském Týně
  - Okresní soud v Hostouni
  - Okresní soud v Kralovicích
  - Okresní soud v Manětíně
  - Okresní soud v Městě Touškov
  - Okresní soud v Nepomuku
  - Okresní soud v Poběžovicích
  - Okresní soud v Přešticích
  - Okresní soud v Rokycanech
  - Okresní soud ve Stodu
  - Okresní soud ve Stříbře
- Krajský soud v Táboře
  - Okresní soud v Táboře
  - Okresní soud v Bechyni
  - Okresní soud v Benešově
  - Okresní soud v Kamenici nad Lipou
  - Okresní soud v Milevsku
  - Okresní soud v Mladé Vožici
  - Okresní soud v Neveklově
  - Okresní soud v Pacově
  - Okresní soud v Pelhřimově
  - Okresní soud v Počátkách
  - Okresní soud v Sedlčanech
  - Okresní soud v Sedlci
  - Okresní soud v Soběslavi
  - Okresní soud ve Veselí nad Lužnicí
  - Okresní soud ve Vlašimi
  - Okresní soud ve Voticích

## Vrchní soud v Brně
- Krajský soud v Brně
  - Okresní soud civilní pro Brno-město[pozn. 3]
  - Okresní soud civilní pro Brno-okolí[pozn. 3]
  - Okresní soud trestní v Brně
  - Okresní soud v Blansku
  - Okresní soud v Boskovicích
  - Okresní soud v Břeclavi
  - Okresní soud v Bučovicích
  - Okresní soud v Hustopečích
  - Okresní soud v Ivančicích
  - Okresní soud v Jevíčku
  - Okresní soud v Kloboukách
  - Okresní soud v Kunštátě
  - Okresní soud v Moravské Třebové
  - Okresní soud v Pohořelicích
  - Okresní soud ve Slavkově u Brna
  - Okresní soud ve Svitavách
  - Okresní soud v Tišnově
  - Okresní soud ve Vyškově
  - Okresní soud ve Ždánicích
  - Okresní soud v Židlochovicích
- Krajský soud v Jihlavě
  - Okresní soud v Jihlavě
  - Okresní soud v Bystřici nad Pernštejnem[pozn. 4]
  - Okresní soud v Dačicích
  - Okresní soud ve Městě Žďár[pozn. 4]
  - Okresní soud v Novém Městě na Moravě[pozn. 4]
  - Okresní soud ve Slavonicích
  - Okresní soud v Telči
  - Okresní soud v Třebíči
  - Okresní soud v Třešti
  - Okresní soud ve Velké Bíteši[pozn. 4]
  - Okresní soud ve Velkém Meziříčí
- Krajský soud v Moravské Ostravě
  - Okresní soud v Moravské Ostravě
  - Okresní soud v Bohumíně
  - Okresní soud v Českém Těšíně
  - Okresní soud ve Frýdku
  - Okresní soud ve Fryštátě
  - Okresní soud v Jablunkově
  - Okresní soud v Místku
  - Okresní soud ve Slezské Ostravě
- Krajský soud v Novém Jičíně
  - Okresní soud v Novém Jičíně
  - Okresní soud v Bystřici pod Hostýnem
  - Okresní soud ve Frenštátě pod Radhoštěm
  - Okresní soud ve Fulneku
  - Okresní soud v Hranicích
  - Okresní soud v Lipníku nad Bečvou
  - Okresní soud v Městě Libavá
  - Okresní soud v Příboru
  - Okresní soud v Rožnově pod Radhoštěm
  - Okresní soud ve Valašském Meziříčí
  - Okresní soud ve Vsetíně
- Krajský soud v Olomouci
  - Okresní soud v Olomouci[pozn. 5]
  - Okresní soud ve Dvorcích
  - Okresní soud v Kojetíně
  - Okresní soud v Konici
  - Okresní soud v Litovli
  - Okresní soud v Mohelnici
  - Okresní soud v Plumlově
  - Okresní soud v Prostějově
  - Okresní soud v Přerově
  - Okresní soud v Rýmařově
  - Okresní soud ve Starém Městě
  - Okresní soud v Šilperku
  - Okresní soud ve Šternberku
  - Okresní soud v Šumperku
  - Okresní soud v Uničově
  - Okresní soud ve Vízmberku
  - Okresní soud v Zábřehu
- Krajský soud v Opavě
  - Okresní soud v Opavě
  - Okresní soud v Bílovci
  - Okresní soud v Bruntále
  - Okresní soud v Cukmantlu
  - Okresní soud ve Frývaldově
  - Okresní soud v Hlučíně
  - Okresní soud v Horním Benešově
  - Okresní soud v Javorníku
  - Okresní soud v Jindřichově
  - Okresní soud v Klimkovicích
  - Okresní soud v Krnově
  - Okresní soud v Městě Albrechtice
  - Okresní soud v Odrách
  - Okresní soud v Osoblaze
  - Okresní soud ve Vidnavě
  - Okresní soud ve Vítkově
  - Okresní soud ve Vrbně
- Krajský soud v Uherském Hradišti
  - Okresní soud v Uherském Hradišti
  - Okresní soud v Bojkovicích
  - Okresní soud v Hodoníně
  - Okresní soud v Holešově
  - Okresní soud v Kroměříži
  - Okresní soud v Kyjově
  - Okresní soud v Napajedlech
  - Okresní soud ve Strážnici
  - Okresní soud v Uherském Brodě
  - Okresní soud v Uherském Ostrohu
  - Okresní soud ve Valašských Kloboukách
  - Okresní soud ve Vizovicích
  - Okresní soud ve Zdounkách
  - Okresní soud ve Zlíně
- Krajský soud ve Znojmě
  - Okresní soud ve Znojmě
  - Okresní soud v Hrotovicích
  - Okresní soud v Jaroslavicích
  - Okresní soud v Jemnici
  - Okresní soud v Mikulově
  - Okresní soud v Moravských Budějovicích
  - Okresní soud v Moravském Krumlově
  - Okresní soud v Náměšti nad Oslavou[pozn. 4]
  - Okresní soud ve Vranově nad Dyjí